# Insecure
Insecure é uma série de comédia dramática americana criada por Issa Rae e Larry Wilmore, e é parcialmente baseada na aclamada série web de Issa Rae, Awkward Black Girl.  A série estreou online em 23 de setembro de 2016, via HBO Now e HBO Go, antes de ir ao ar semanalmente na HBO a partir de 9 de outubro de 2016. Em 14 de novembro, 2016, a HBO renovou o programa para uma segunda temporada que estreou em 23 de julho de 2017. Em 8 de agosto de 2017, a HBO renovou o programa para uma terceira temporada, que estreou em 12 de agosto de 2018. Em 6 de setembro de 2018, a HBO renovou a série para uma quarta temporada, que estreou em 12 de abril de 2020. Em 1 de maio de 2020, a série foi renovada por uma quinta temporada. Em 13 de janeiro de 2021, a HBO anunciou que a quinta temporada seria a última.
Insecure recebeu elogios da crítica desde sua estreia em 2016. Em 2017, o American Film Institute o selecionou como um dos 10 melhores programas de televisão do ano. Em 2020, a série recebeu oito indicações ao Prêmios Emmy Award por sua quarta temporada, incluindo o prêmio Emmy Award de Melhor Série de Comédia. Por sua atuação na série, Rae recebeu duas indicações ao Globo de Ouro de Melhor Atriz de série de TV - Musical ou Comédia, além de duas indicações ao Emmy de Melhor Atriz Principal em Série de Comédia (2018 e 2020). Yvonne Orji recebeu uma indicação ao Emmy Award de Melhor Atriz Coadjuvante em Série de Comédia em 2020 por sua atuação na série.

## Sinopse

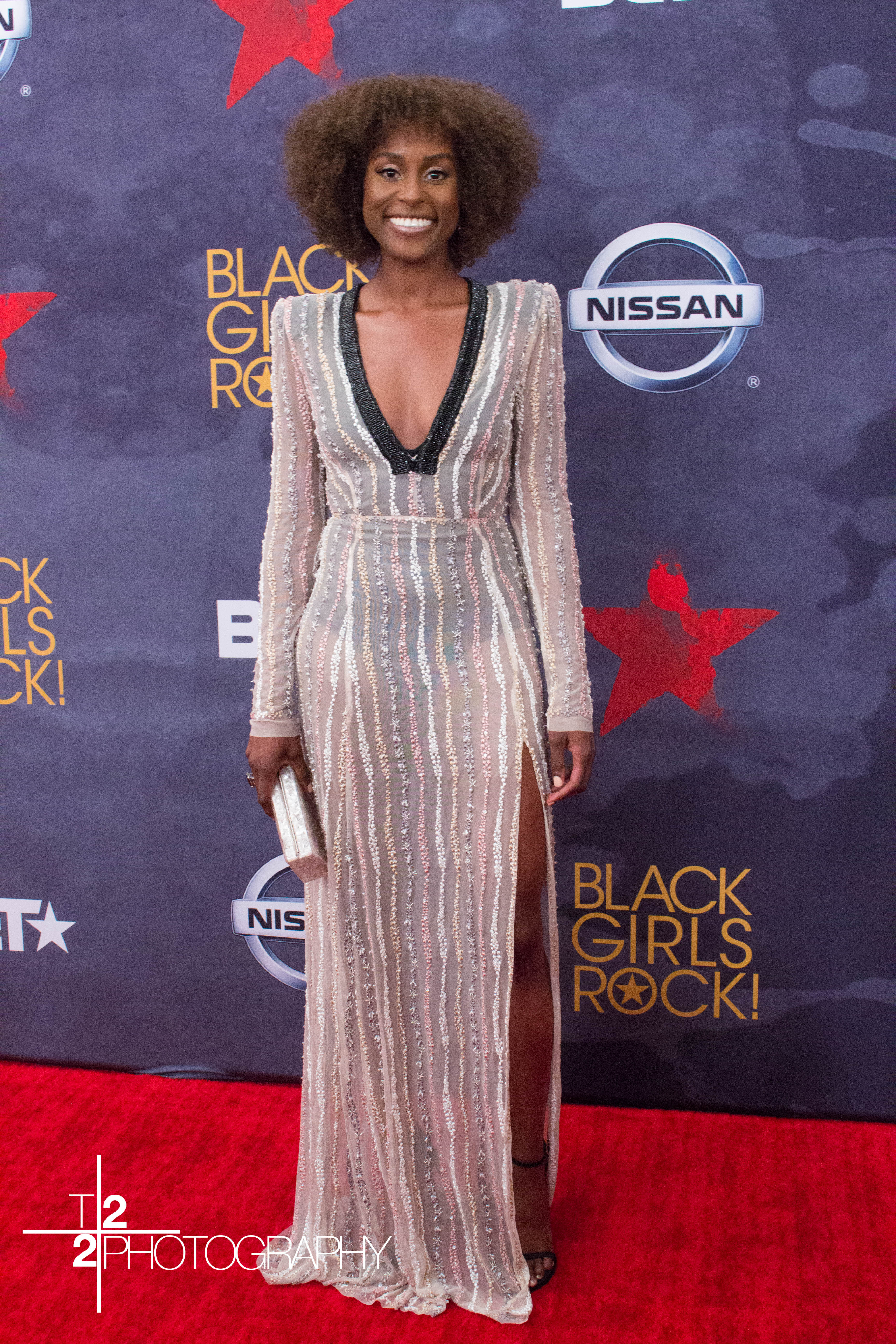
A estrela da série Issa Rae além de criadora da própria série, atua como roteirista e protagonista do show. Seu trabalho no programa, lhe rendeu duas indicações ao Globo de Ouro de melhor atriz em série de comédia ou musical em 2017 e 2018, bem como uma indicação aos Prémios Emmy do Primetime de Melhor Atriz Principal em uma Série de comédia em 2018.

Na primeira temporada seguida por oito episódios, é desvendada a história da experiência feminina negra na perspectiva de duas protagonistas, Issa (Issa Rae) e Molly (Yvonne Orji), que são melhores amigas desde seus dias de faculdade em Stanford. Ambas com quase 30 anos, navegam por experiências de carreiras e relacionamentos enquanto vivem em sua cidade natal, Los Angeles, Califórnia. As duas compartilham um vínculo extremamente intimo, ao longo do show, elas lidam com lutas internas entre si, suas amizades, adversidades, experiências desconfortáveis e a comunidade afro-americana. Issa trabalha em uma organização sem fins lucrativos que beneficia estudantes negros e periféricos do ensino médio chamada "We Got Y'all". Enquanto se esforça para acender faísca de volta em seu relacionamento com seu namorado de longa data, Lawrence (Jay Ellis), que tem sido negligente no relacionamento desde que sua empresa inicial faliu. Molly é uma advogada corporativa bem sucedida que teve sucesso na carreira profissional, porém por contrapartida encontra dificuldades afetivas de se relacionar com homens. A série de meia hora explora questões sociais e raciais que se relacionam com a experiência negra contemporânea.

## Produção
Em 6 de agosto de 2013, Issa Rae começou a trabalhar no piloto de uma série de comédia com o co-criador Larry Wilmore. Mais tarde foi decidido que a série se chamaria, Insecure. O show foi planejado para ser sobre as experiências estranhas de uma mulher afro-americana contemporânea. O piloto de Insecure foi bem recebido internamente o que fez a HBO o adquirir em 15 de outubro de 2015, e posteriormente concedendo luz verde para produção e encomendando uma temporada completa.

Na sessão de 2016 da HBO Television Critics Association que contou com Issa Rae, o apresentador Prentice Penny e a produtora executiva Melina Matsoukas, Issa explicou que a série examinará "as complexidades da 'negritude' e a realidade que você não pode escapar quando ser é negro". Ela também se posicionou, em relação à potencial reação do mainstream à série:
Estamos apenas tentando transmitir que pessoas de cor são relacionáveis. Esta não é uma história de rua. Trata-se de pessoas normais vivendo a vida.
Raphael Saadiq criou músicas originais destinadas para a primeira temporada. Solange Knowles atuou como consultora musical para o show e foi apresentada por Matsoukas, que dirigiu o videoclipe da música "Losing You" de Knowles.

## Elenco

### Principal
- Issa Rae como Issa Dee
- Yvonne Orji como Molly Carter
- Jay Ellis como Martin Lawrence Walker
- Lisa Joyce como Frieda (temporadas 1-3)
- Natasha Rothwell como Kelli Prenny (temporada 2 – presente; recorrente na temporada 1)
- Amanda Seales como Tiffany DuBois (segunda temporada - presente; recorrente na primeira temporada)
- Y'lan Noel como Daniel King (temporadas 2–3; recorrente na 1ª temporada)
- Alexander Hodge como Andrew (temporada 4; recorrente na temporada 3)
- Kendrick Sampson como Nathan Campbell (4ª temporada; recorrente na 3ª temporada)

### Recorrente
- Neil Brown Jr. como Chad Kerr
- Catherine Curtin como Joanne (temporadas 1-3)
- Mason McCulley como Ken (temporadas 1-3)
- Veronica Mannion como Kitty (temporadas 1-3)
- Sujata Day como Sarah (temporadas 1-3)
- Wade Allain-Marcus como Derek DuBois
- Langston Kerman como Jared (temporadas 1 e 3)
- DomiNque Perry como Tasha (temporadas 1–2)
- Kathreen Khavari como Patricia (temporadas 1-3)
- Tristen J. Winger como Thug Yoda
- Maya Erskine como Diane Nakamura (temporadas 1–2)
- Heather Mazur como Hannah Richards-Foster (temporadas 1–2)
- Tiana Le como sobrinha da diurna ( 1ª temporada)
- Denise Dowse como Dra. Rhonda Pine (presente da 2ª temporada)
- Sarunas J. Jackson como Alejandro 'Dro' Peña (temporadas 2–3)
- Spencer Garrett como John Merrill (2ª temporada)
- Jean Elie como Ahmal Dee (temporada 2 - presente)
- Lil Rel Howery como Quentin (2ª temporada)
- Jasmine Kaur como Aparna (2ª temporada)
- Leon Thomas como Eddie (2ª temporada)
- Samantha Cope como Brooke (2ª temporada)
- Don Franklin como Malcolm (temporada 3)
- Leonard Robinson como Taurean Jackson (temporada 3 - presente)
- Christina Elmore como Condola Hayes (temporada 3 - presente)
- Norman Towns como Bennett (temporada 4 - presente)
- Kofi Siriboe como Crenshawn (temporada 5)

## Episódios
| Temporada | Temporada | Episódios | Originalmente exibido | Originalmente exibido  |
| Temporada | Temporada | Episódios | Estreia da temporada  | Final da temporada     |
| --------- | --------- | --------- | --------------------- | ---------------------- |
|           | 1         | 8         | 9 de outubro de 2016  | 27 de novembro de 2016 |
|           | 2         | 8         | 23 de julho de 2017   | 10 de setembro de 2017 |
|           | 3         | 8         | 12 de agosto de 2018  | 30 de setembro de 2018 |
|           | 4         | 10        | 12 de abril de 2020   | 14 de junho de 2020    |
|           | 5         | 10        | 24 de outubro de 2021 | 26 de dezembro de 2021 |

### 1ª Temporada (2016)[32][33][34]
| N.º | Título             | Dirigido por     | Escrito por              | Exibição original      |
| --- | ------------------ | ---------------- | ------------------------ | ---------------------- |
| 1 | "Insecure as Fuck" | Melina Matsoukas | Issa Rae & Larry Wilmore | 9 de outubro de 2016   |
| Ao completar 29 anos de idade, Issa faz um balanço de seu relacionamento com Lawrence e aproveita para se reconectar com o passado.          |                    |                  |                          |                        |
| 2 | "Messy as Fuck"    | Cecile Emeke     | Issa Rae                 | 16 de outubro de 2016  |
| Issa pensa qual o melhor caminho a tomar quanto a Lawrence, enquanto Molly se prepara para um encontro promissor.                            |                    |                  |                          |                        |
| 3 | "Racist as Fuck"   | Melina Matsoukas | Dayna Lynne North        | 26 de outubro de 2016  |
| Com problemas no relacionamento, Issa e Lawrence ainda precisam lidar com outras situações delicadas. Molly apresenta Jared aos seus amigos. |                    |                  |                          |                        |
| 4 | "Thirsty as Fuck"  | Kevin Bray       | Laura Kittrell           | 30 de junho de 2016    |
| A relação com o namorado nunca esteve tão boa, mas Issa procura Daniel para pedir um favor. Molly fica numa situação difícil.                |                    |                  |                          |                        |
| 5 | "Shady as Fuck"    | Melina Matsoukas | Ben Dougan               | 6 de novembro de 2016  |
| Issa reencontra Daniel, ao passo que Lawrence também é questionado sobre seu relacionamento. Molly convida Chris para uma festa.             |                    |                  |                          |                        |
| 6 | "Guilty as Fuck"   | Debbie Allen     | Amy Aniobi               | 13 de novembro de 2016 |
| Issa tenta administrar seu sentimento de culpa. Molly decide assumir o relacionamento, até que descobre algo sobre o passado de novo amado.  |                    |                  |                          |                        |
| 7 | "Real as Fuck"     | Kevin Bray       | Prentice Penny           | 20 de novembro de 2016 |
| Issa se prepara para um evento do trabalho, enquanto Lawrence vislumbra uma oportunidade profissional. Molly reencontra alguém do passado.   |                    |                  |                          |                        |
| 8 | "Broken as Fuck"   | Melina Matsoukas | Issa Rae                 | 27 de novembro de 2016 |
| No último episódio da temporada, a tensa relação entre Molly e Issa vem à tona durante uma viagem. Lawrence reencontra velhos amigos.        |                    |                  |                          |                        |

### 2ª Temporada (2017)[35][33][34]
| N.º | Título                | Dirigido por     | Escrito por                       | Exibição original      |
| --- | --------------------- | ---------------- | --------------------------------- | ---------------------- |
| 1 | "Hella Great"         | Melina Matsoukas | Issa Rae                          | 23 de julho de 2017    |
| Issa sofre com o fim do relacionamento com Lawrence, e ainda enfrenta desafios profissionais. Molly questiona a sua importância no trabalho. |                       |                  |                                   |                        |
| 2 | "Hella Questions"     | Melina Matsoukas | Amy Aniobi                        | 30 de julho de 2017    |
| Issa tenta dar sentido a um recente encontro, ao passo que Lawrence tem que tomar decisões importantes. Molly tenta se enturmar no emprego.  |                       |                  |                                   |                        |
| 3 | "Hella Open"          | Marta Cunningham | Dayna Lynne North                 | 6 de agosto de 2017    |
| Issa resolve mudar o visual. Molly conhece alguém interessante, enquanto a fidelidade de Lawrence é colocada à prova.                        |                       |                  |                                   |                        |
| 4 | "Hella LA"            | Prentice Penny   | Laura Kittrell                    | 13 de agosto de 2017   |
| Numa festa, Issa recebe um forte golpe em sua autoconfiança. Já Molly aproveita o reencontro com um amigo de infância.                       |                       |                  |                                   |                        |
| 5 | "Hella Shook"         | Tina Mabry       | Ben Dougan                        | 20 de agosto de 2017   |
| Issa decide explorar relacionamentos casuais. Na cerimônia de renovação de votos de seus pais, Molly recebe uma inesperada notícia.          |                       |                  |                                   |                        |
| 6 | "Hella Blows"         | Kevin Bray       | Regina Y. Hicks & Ben Corey Jones | 27 de agosto de 2017   |
| Issa está sem carro e isso pode atrapalhar seus planos. Molly tenta algo novo em sua vida, e Lawrence é repreendido no trabalho.             |                       |                  |                                   |                        |
| 7 | "Hella Disrespectful" | Kevin Bray       | Prentice Penny                    | 3 de setembro de 2017  |
| O jantar de Derek e Tiffany é cheio de momentos tensos. Molly reavalia seu futuro, enquanto Issa tenta acertar a situação com Frieda.        |                       |                  |                                   |                        |
| 8 | "Hella Perspective"   | Melina Matsoukas | Issa Rae                          | 10 de setembro de 2016 |
| No último episódio da temporada, Issa, Molly e Lawrence precisam tomar decisões que vão impactar suas vidas no plano pessoal e profissional. |                       |                  |                                   |                        |

### 3ª Temporada (2018)[36][33][34]
| N.º | Título           | Dirigido por      | Escrito por                 | Exibição original      |
| --- | ---------------- | ----------------- | --------------------------- | ---------------------- |
| 1 | "Better-Like"    | Prentice Penny    | Issa Rae                    | 12 de agosto de 2018   |
| Issa dorme no sofá de Daniel e tenta ganhar dinheiro extra. Molly retorna de férias determinada a estabelecer limites em sua vida.       |                  |                   |                             |                        |
| 2 | "Familiar-Like"  | Pete Chatmon      | Amy Aniobi                  | 19 de agosto de 2018   |
| Issa recebe conselhos de Kelly a respeito de suas finanças. Mais tarde, Issa ajuda Daniel a conseguir um contato na indústria musical.   |                  |                   |                             |                        |
| 3 | "Backwards-Like" | Mo Marable        | Ben Dougan                  | 26 de agosto de 2017   |
| Issa convida Daniel para um jantar de agradecimento. Molly se desencanta com seu novo trabalho.                                          |                  |                   |                             |                        |
| 4 | "Fresh-Like"     | Stella Meghie     | Dayna Lynne North           | 2 de setembro de 2018  |
| Issa tenta se desfazer de algumas lembranças queridas. Molly se abre na terapia sobre sua situação no trabalho.                          |                  |                   |                             |                        |
| 5 | "High-Like"      | Millicent Shelton | Regina Y. Hicks             | 9 de setembro de 2018  |
| As garotas viajam para a Coachella para comemorar com Tifany. Molly tem dificuldades para lidar com sua obsessão por trabalho.           |                  |                   |                             |                        |
| 6 | "Ready-Like"     | Liesl Tommy       | Laura Kittrell              | 16 de setembro de 2018 |
| Issa tem um novo projeto; Molly evita os avanços de um cara; as garotas são surpreendidas pelos participantes do chá de bebê da Tiffany. |                  |                   |                             |                        |
| 7 | "Obsessed-Like"  | Kevin Bray        | Prentice Penny              | 23 de setembro de 2018 |
| Issa tenta se concentrar no seu plano de negócios, mas se distrai. Molly sai da sua zona de conforto na vida amorosa.                    |                  |                   |                             |                        |
| 8 | "Ghost-Like"     | Regina King       | Issa Rae & Natasha Rothwell | 30 de setembro de 2018 |
| Final da temporada. Molly ajuda a dar a Issa um aniversário de 30 ano sem drama.                                                         |                  |                   |                             |                        |

### 4ª Temporada (2020)[37][33][34]
| N.º | Título                  | Dirigido por     | Escrito por                       | Exibição original   |
| --- | ----------------------- | ---------------- | --------------------------------- | ------------------- |
| 1 | "Lowkey Feelin’ Myself" | Kevin bray       | Issa Rae                          | 12 de abril de 2020 |
| Estreia da temporada. Issa e Condola planejam uma reunião para promover a festa da rua. Molly desenvolve sentimentos por Andrew.       |                         |                  |                                   |                     |
| 2 | "Lowkey Distant"        | Bancos Themb     | Amy Aniobi                        | 19 de abril de 2020 |
| Lawrence se preocupa com o novo relacionamento de Issa e Condola. Molly incentiva Andrew a se abrir.                                   |                         |                  |                                   |                     |
| 3 | "Lowkey Thankful"       | Mark Sadlek      | Phil Augusta Jackson              | 26 de abril de 2020 |
| Issa e Ahmal desencanam das tradições do Dia de Ação de Graças, enquanto Lawrence vai parar em uma festa um tanto desconfortável.      |                         |                  |                                   |                     |
| 4 | "Lowkey Losin’ It"      | Nijla Mu'min     | Laura Kittrell                    | 3 de maio de 2020   |
| Quando Issa entra em crise com a festa da rua, ela pede ajuda a uma relutante Molly.                                                   |                         |                  |                                   |                     |
| 5 | "Lowkey Movin’ On"      | Stella Meghie    | Syreeta Singleton                 | 10 de maio de 2020  |
| A festa aproxima as meninas enquanto Issa trabalha sem parar para garantir que o evento aconteça sem problemas                         |                         |                  |                                   |                     |
| 6 | "Lowkey Done"           | Lacey Duke       | Fran Richter                      | 17 de maio de 2020  |
| Sentindo-se desanimada após a festa da rua, Issa busca conforto.                                                                       |                         |                  |                                   |                     |
| 7 | "Lowkey Trippin’"       | Jay Ellis        | Jason Lew                         | 24 de maio de 2020  |
| Molly e Andrew embarcam no encontro em dupla definitivo.                                                                               |                         |                  |                                   |                     |
| 8 | "Lowkey Happy"          | Ava Berkofsky    | Natasha Rothwell                  | 31 de maio de 2020  |
| Cada um refletindo sobre os erros do passado e as lições aprendidas, Issa e Lawrence discutem a felicidade.                            |                         |                  |                                   |                     |
| 9 | "Lowkey Trying"         | Kerry Washington | Grace Edwards e Eli Wilson Pelton | 7 de junho de 2020  |
| Issa faz uma oportuna oferta de paz.                                                                                                   |                         |                  |                                   |                     |
| 10 | "Lowkey Lost"           | Prentice Penny   | Prentice Penny                    | 14 de junho de 2020 |
| Final de temporada. As meninas apoiam uma amiga. Molly e Andrew se encontram em uma encruzilhada. Issa continua buscando a felicidade. |                         |                  |                                   |                     |

### 5ª Temporada (2021)[38][33][34]
| N.º | Título                        | Dirigido por     | Escrito por          | Exibição original      |
| --- | ----------------------------- | ---------------- | -------------------- | ---------------------- |
| 1 | "Reunited, Okay?!"            | Melina Matsoukas | Amy Aniobi           | 24 de outubro de 2021  |
| Estreia da temporada. As inseguranças de Issa vem à tona com a proximidade da reunião de dez anos da faculdade, onde dará uma palestra. |                               |                  |                      |                        |
| 2 | "Growth, Okay?!"              | Mo Marable       | Phil Augusta Jackson | 31 de outubro de 2021  |
| Molly considera voltar à cena do namoro. Issa, lutando para encontrar seu equilíbrio no trabalho, confia em um velho amigo.             |                               |                  |                      |                        |
| 3 | "Pressure, Okay?!"            | Ava Berkofsky    | Jason Lew            | 7 de novembro de 2021  |
| Issa Dee, Molly, Lawrence e os outros seguem tentando descobrir o que fazer da vida na última temporada da série.                       |                               |                  |                      |                        |
| 4 | "Faulty, Okay?!"              | Mo Matabele      | Syreeta Singleton    | 14 de novembro de 2021 |
| Issa Dee, Molly, Lawrence e os outros seguem tentando descobrir o que fazer da vida na última temporada da série.                       |                               |                  |                      |                        |
| 5 | "Surviving, Okay?!"           | Kerry Washington | Laura Kittrell       | 21 de novembro de 2021 |
| Uma emergência familiar empurra Molly para o limite. Issa e seu novo homem se aproximam mais do que nunca.                              |                               |                  |                      |                        |
| 6 | "Tired, Okay?!"               | Natasha Rothwell | Grace Edwards        | 28 de novembro de 2021 |
| Issa medita sobre escolhas difíceis no trabalho e no amor enquanto Molly encontra uma audiência reconfortante em um lugar improvável.   |                               |                  |                      |                        |
| 7 | "Chillin', Okay?!"            | Amy Aniobi       | Fran Richte          | 5 de dezembro de 2021  |
| Uma muito esperada noite das meninas cheia de autorreflexão e papos retos coloca as coisas em perspectiva para Issa e suas amigas.      |                               |                  |                      |                        |
| 8 | "Choices, Okay?!"             | Kevin Bray       | Eli Wilson Pelton    | 12 de dezembro de 2021 |
| Issa enfrenta sentimentos não resolvidos quando as tensões aumentam em uma festa de despedida. Molly se solta com seu novo homem.       |                               |                  |                      |                        |
| 9 | "Out, Okay?!"                 | Prentice Penny   | Prentice Penny       | 19 de dezembro de 2021 |
| Issa enfrenta sentimentos não resolvidos quando as tensões aumentam em uma festa de despedida. Molly se solta com seu novo homem.       |                               |                  |                      |                        |
| 10 | "Everything Gonna Be, Okay?!" | Prentice Penny   | Issa Rae             | 26 de dezembro de 2021 |
| Issa reflete sobre tudo o que foi preciso para chegar onde está hoje.                                                                   |                               |                  |                      |                        |

## Recepção

### Resposta da crítica
| Temporada | Temporada   | Crítica              | Crítica          |
| Temporada | Temporada   | Rotten Tomatoes      | Metacritic       |
| --------- | ----------- | -------------------- | ---------------- |
|           | Temporada 1 | 100% (65 avaliações) | 84 (33 resenhas) |
|           | Temporada 2 | 98% (41 avaliações)  | 90 (13 resenhas) |
|           | Temporada 3 | 94% (27 avaliações)  | 84 (8 resenhas)  |
|           | Temporada 4 | 95% (20 avaliações)  | 80 (5 resenhas)  |
|           | Temporada 5 | 100% (19 avaliações) | 80 (10 resenhas) |
|           | Média       | 96%                  | 85               |

#### Temporada 1
No Rotten Tomatoes, a primeira temporada tem uma incrível classificação de 100% com base em 65 avaliações, com uma classificação média de 8.6 / 10. O consenso crítico do site diz: "Insecure usa a série da web da estrela Issa Rae, Awkward Black Girl, como base para uma jornada perspicaz, obscena e hilária pela vida de uma mulher negra de vinte e poucos anos que rompe estereótipos com sagacidade afiada e um espírito efusivo".  No Metacritic , a temporada tem uma pontuação de 84 de 100, com base em 33 avaliações, indicando "aclamação universal".
Eric Deggans, da NPR, escreveu que "Rae produziu uma série que parece revolucionária apenas por zombar da vida de uma mulher negra de vinte e poucos anos". Greg Braxton do Los Angeles Times escreveu: "A série de meia hora explora a amizade entre duas mulheres afro-americanas que lidam com seu relacionamento às vezes turbulento enquanto lutam com conflitos dentro e fora da cultura negra. Muito do humor tem um efeito sabor cru, e não se refreia em situações sexualmente francas e de diálogo."

#### Temporada 2
No Rotten Tomatoes, a segunda temporada tem um índice de aprovação de 98% com base em 41 comentários, com uma classificação média de 8.11 / 10. O consenso crítico do site diz: "Insecure exibe confiança que desafia o título em sua segunda temporada, aumentando a comédia e aprofundando as relações entre seu talentoso conjunto".No Metacritic, a temporada tem uma pontuação média ponderada de 90 em 100, com base em 13 críticos, indicando "aclamação universal".

#### Temporada 3
No Rotten Tomatoes, a terceira temporada tem um índice de aprovação de 94% com base em 27 avaliações, com uma classificação média de 7,6 / 10. O consenso crítico do site diz: "Insecure retorna para uma terceira temporada tão autêntica e exuberante quanto a estrela que a fez, mas com uma camada adicional de crescimento que a mantém avançando."No Metacritic, a temporada tem uma pontuação média ponderada de 84 de 100, com base em 8 críticos, indicando "aclamação universal".

#### Temporada 4
No Rotten Tomatoes, a quarta temporada tem uma taxa de aprovação de 95% com base em 20 avaliações, com uma classificação média de 8,29 / 10. O consenso dos críticos do site diz: "Insecure continua a ser uma das comédias mais engraçadas, calorosas e lindas que tira o máximo proveito de seu cenário ensolarado de LA." No Metacritic, a temporada tem uma pontuação média ponderada de 80 em 100, com base em cinco críticos, indicando "críticas geralmente favoráveis".

#### Temporada 5
No Rotten Tomatoes, a quinta e última temporada  tem uma classificação de aprovação de 100% com base em 19 avaliações, com uma classificação média de 9,2 / 10. O consenso crítico do site afirma: "O futuro de Issa permanece incerto, mas Insecure entra em sua temporada final como uma comédia totalmente confiante, com muito a dizer sobre amizade, amor e auto-estima." No Metacritic, a temporada tem uma pontuação média ponderada de 80 em 100, com base em cinco críticos, indicando "críticas geralmente favoráveis".

## Prêmios e indicações
| Ano  | Prêmio                                      | Categoria                                                                                 | Nomeado(s)                                           | Resultado | Ref.   |
| ---- | ------------------------------------------- | ----------------------------------------------------------------------------------------- | ---------------------------------------------------- | --------- | ------ |
| 2017 | AAFCA Awards                                | Os dez melhores programas de TV                                                           | Insecure                                             | Venceu    |        |
| 2017 | Globo de Ouro                               | Melhor atriz em série de comédia ou musical                                               | Issa Rae                                             | Indicado  | [ 57 ] |
| 2017 | NAACP Image Awards                          | Melhor série de comédia                                                                   | Insecure                                             | Indicado  | [ 58 ] |
| 2017 | NAACP Image Awards                          | Atriz de destaque em série de comédia                                                     | Issa Rae                                             | Indicado  | [ 58 ] |
| 2017 | NAACP Image Awards                          | Melhor atriz coadjuvante em uma série de comédia                                          | Yvonne Orji                                          | Indicado  | [ 58 ] |
| 2017 | NAACP Image Awards                          | Melhor direção em uma série de comédia                                                    | Melina Matsoukas (por "Insecure as F**k")            | Indicado  | [ 58 ] |
| 2017 | NAACP Image Awards                          | Melhor roteiro de uma série de comédia                                                    | Issa Rae and Larry Wilmore (por "Insecure as F**k")  | Indicado  | [ 58 ] |
| 2017 | NAACP Image Awards                          | Melhor roteiro de uma série de comédia                                                    | Prentice Penny (por "Real as F**k")                  | Indicado  | [ 58 ] |
| 2017 | Dorian Awards                               | Comédia de TV do ano                                                                      | Insecure                                             | Indicado  |        |
| 2017 | NAMIC Vision Awards                         | Comédia                                                                                   | Insecure                                             | Venceu    |        |
| 2017 | NAMIC Vision Awards                         | Melhor Performance - Comédia                                                              | Issa Rae                                             | Venceu    |        |
| 2017 | Prêmios MTV Movie & TV                      | Show do ano                                                                               | Insecure                                             | Indicado  |        |
| 2017 | Prêmios MTV Movie & TV                      | Próxima geração                                                                           | Issa Rae                                             | Indicado  |        |
| 2017 | TCA Awards                                  | Conquista individual na comédia                                                           | Issa Rae                                             | Indicado  |        |
| 2017 | BET Awards                                  | Melhor atriz                                                                              | Issa Rae                                             | Indicado  |        |
| 2017 | American Film Institute Awards              | Top 10 programas TV do ano                                                                | Insecure                                             | Venceu    | [ 59 ] |
| 2018 | Globo de Ouro                               | Melhor atriz - série de comédia ou musical                                                | Issa Rae                                             | Indicado  |        |
| 2018 | Prêmio Peabody                              | Homenageada por seu entretenimento                                                        | Insecure                                             | Venceu    | [ 60 ] |
| 2018 | Satellite Awards                            | Melhor atriz em uma série de comédia ou musical                                           | Issa Rae                                             | Indicado  |        |
| 2018 | NAACP Image Awards                          | Excelente série de comédia                                                                | Insecure                                             | Venceu    | [ 61 ] |
| 2018 | NAACP Image Awards                          | Atriz de destaque em série de comédia                                                     | Issa Rae                                             | Indicado  | [ 61 ] |
| 2018 | NAACP Image Awards                          | Melhor ator coadjuvante em uma série de comédia                                           | Jay Ellis                                            | Venceu    | [ 61 ] |
| 2018 | NAACP Image Awards                          | Melhor atriz coadjuvante em uma série de comédia                                          | Yvonne Orji                                          | Indicado  | [ 61 ] |
| 2018 | NAACP Image Awards                          | Roteiro excepcional em uma série de comédia                                               | Issa Rae (por "Hella Great" e "Hella Perspective")   | Indicado  | [ 61 ] |
| 2018 | Guild of Music Supervisors Awards           | Melhor supervisão musical em comédia ou musical para televisão                            | Kier Lehman                                          | Indicado  | [ 62 ] |
| 2018 | Guild of Music Supervisors Awards           | Melhor música/gravação criada para televisão                                              | "Quicksand"                                          | Venceu    | [ 62 ] |
| 2018 | Prémios Emmy do Primetime                   | Melhor atriz principal em uma série de comédia                                            | Issa Rae (por "Hella Great")                         | Indicado  |        |
| 2018 | Primetime Creative Arts Emmy Awards         | Excelente cinematografia para uma série de câmera única (meia hora)                       | Patrick Cady (por "Hella LA")                        | Indicado  |        |
| 2019 | Prêmios Satellite                           | Melhor atriz em série de comédia                                                          | Insecure                                             | Indicado  | [ 63 ] |
| 2019 | Prêmios Satellite                           | Melhor atriz em série de comédia ou musical                                               | Issa Rae                                             | Venceu    | [ 63 ] |
| 2019 | Prêmios Critics' Choice Television          | Melhor Atriz em Série de Comédia                                                          | Issa Rae                                             | Indicado  | [ 64 ] |
| 2019 | Primetime Creative Arts Emmy Awards         | Excelente cinematografia para uma série de câmera única (meia hora)                       | Ava Berkofsky (por "High-Like")                      | Venceu    |        |
| 2020 | Black Reel Awards                           | Melhor série de comédia                                                                   | Insecure                                             | Venceu    |        |
| 2020 | Black Reel Awards                           | Atriz proeminente em série de comédia                                                     | Issa Rae                                             | Venceu    |        |
| 2020 | Black Reel Awards                           | Melhor ator coadjuvante em série de comédia                                               | Jay Ellis                                            | Indicado  |        |
| 2020 | Black Reel Awards                           | Melhor ator coadjuvante em série de comédia                                               | Yvonne Orji                                          | Venceu    |        |
| 2020 | Black Reel Awards                           | Melhor atriz coadjuvante em série de comédia                                              | Natasha Rothwell                                     | Indicado  |        |
| 2020 | Black Reel Awards                           | Melhor atriz coadjuvante em série de comédia                                              | Neil Brown Jr.                                       | Indicado  |        |
| 2020 | Black Reel Awards                           | Melhor direção em série de comédia                                                        | Stella Meghie (por "Lowkey Movin On")                | Indicado  |        |
| 2020 | Black Reel Awards                           | Melhor direção em série de comédia                                                        | Natasha Rothwell (por "Lowkey Happy")                | Indicado  |        |
| 2020 | Black Reel Awards                           | Melhor roteiro de série de comédia                                                        | Syreeta Singleton (por "Lowkey Movin' On")           | Indicado  |        |
| 2020 | TCA Awards                                  | Melhor roteiro de série de comédia                                                        | Insecure                                             | Indicado  |        |
| 2020 | TCA Awards                                  | Conquista individual na comédia                                                           | Issa Rae                                             | Indicado  |        |
| 2020 | Prémios Emmy do Primetime                   | Melhor série de comédia                                                                   | Insecure                                             | Indicado  |        |
| 2020 | Prémios Emmy do Primetime                   | Melhor atriz principal em uma série de comédia                                            | Issa Rae (por"Lowkey Happy")                         | Indicado  |        |
| 2020 | Prémios Emmy do Primetime                   | Melhor atriz coadjuvante em uma série de comédia                                          | Yvonne Orji (por "Lowkey Lost")                      | Indicado  |        |
| 2020 | Primetime Creative Arts Emmy Awards         | Melhor elenco em uma série de comédia                                                     | Victoria Thomas and Matthew Maisto                   | Indicado  |        |
| 2020 | Primetime Creative Arts Emmy Awards         | Melhor cinematografia em uma série de câmera única (meia hora)                            | Kira Kelly (por"Lowkey Happy")                       | Indicado  |        |
| 2020 | Primetime Creative Arts Emmy Awards         | Melhor cinematografia em uma série de câmera única (meia hora)                            | Ava Berkofsky (for "Lowkey Lost")                    | Indicado  |        |
| 2020 | Primetime Creative Arts Emmy Awards         | Melhor supervisão musical                                                                 | Kier Lehman (for "Lowkey Movin' On)                  | Indicado  |        |
| 2020 | Primetime Creative Arts Emmy Awards         | Melhor edição de fotos com uma única câmera para uma série de comédia                     | Nena Erb e Lynarion Hubbard (por "Lowkey Trying")    | Venceu    |        |
| 2020 | Gold Derby Awards                           | Melhor série de comédia                                                                   | Insecure                                             | Indicado  |        |
| 2020 | Gold Derby Awards                           | Melhor atriz em série de comédia                                                          | Issa Rae                                             | Indicado  |        |
| 2021 | American Cinema Editors Awards              | Melhor série de comédia editada para televisão não comercial                              | Nena Erb (por "Lowkey Trying")                       | Indicado  |        |
| 2021 | American Society of Cinematographers Awards | Conquista notável na cinematografia em um episódio de uma série de televisão de meia hora | Ava Berkofsky (por "Lowkey Trying")                  | Indicado  |        |
| 2021 | BET Awards                                  | Melhor atriz                                                                              | Issa Rae                                             | Indicado  |        |
| 2021 | Prêmios Critics' Choice Television          | Melhor atriz em série de comédia                                                          | Issa Rae                                             | Indicado  |        |
| 2021 | MTV Movie & TV Awards                       | Melhor Performance de Comédia                                                             | Issa Rae                                             | Indicado  |        |
| 2021 | NAACP Image Awards                          | Excelente série de comédia                                                                | Insecure                                             | Venceu    | [ 65 ] |
| 2021 | NAACP Image Awards                          | Atriz de destaque em série de comédia                                                     | Issa Rae                                             | Venceu    | [ 65 ] |
| 2021 | NAACP Image Awards                          | Melhor ator coadjuvante em uma série de comédia                                           | Jay Ellis                                            | Venceu    | [ 65 ] |
| 2021 | NAACP Image Awards                          | Melhor atriz coadjuvante em uma série de comédia                                          | Natasha Rothwell                                     | Indicado  | [ 65 ] |
| 2021 | NAACP Image Awards                          | Melhor atriz coadjuvante em uma série de comédia                                          | Yvonne Orji                                          | Indicado  | [ 65 ] |
| 2021 | NAACP Image Awards                          | Melhor trilha sonora                                                                      | Insecure: Music from the HBO Original Series         | Indicado  | [ 65 ] |
| 2021 | NAACP Image Awards                          | Melhor Roteiro em Série de Comédia                                                        | Issa Rae (por "Lowkey Feelin' Myself")               | Indicado  | [ 65 ] |
| 2021 | Prêmios Satellite                           | Melhor série de televisão - comédia ou musical                                            | Insecure                                             | Indicado  |        |
| 2021 | Prêmios Satellite                           | Melhor atriz em série de comédia ou musical                                               | Issa Rae                                             | Indicado  |        |
| 2022 | Prêmios Critics' Choice Television          | Melhor Série de Comédia                                                                   | Insecure                                             | Indicado  |        |
| 2022 | Prêmios Critics' Choice Television          | Melhor atriz em série de comédia                                                          | Issa Rae                                             | Indicado  |        |
| 2022 | Golden Globe Awards                         | Melhor atuação em série de comédia ou musical                                             | Issa Rae                                             | Indicado  |        |
| 2022 | Hollywood Critics Association TV Awards     | Melhor atriz em uma rede de transmissão ou série a cabo, comédia                          | Issa Rae                                             | Indicado  |        |
| 2022 | Hollywood Critics Association TV Awards     | Melhor roteiro em uma rede de transmissão ou série a cabo, comédia                        | Issa Rae (por “Everything’s Gonna Be, Okay?!”)       | Indicado  |        |
| 2022 | NAACP Image Awards                          | Série de comédia de destaque                                                              | Insecure                                             | Venceu    |        |
| 2022 | NAACP Image Awards                          | Melhor ator em uma série de comédia                                                       | Jay Ellis                                            | Indicado  |        |
| 2022 | NAACP Image Awards                          | Melhor atriz em uma série de comédia                                                      | Issa Rae                                             | Venceu    |        |
| 2022 | NAACP Image Awards                          | Melhor atriz em uma série de comédia                                                      | Yvonne Orji                                          | Indicado  |        |
| 2022 | NAACP Image Awards                          | Melhor ator coadjuvante em série de comédia                                               | Kendrick Sampson                                     | Indicado  |        |
| 2022 | NAACP Image Awards                          | Melhor atriz coadjuvante em série de comédia                                              | Natasha Rothwell                                     | Venceu    |        |
| 2022 | NAACP Image Awards                          | Melhor atriz coadjuvante em série de comédia                                              | Amanda Seales                                        | Indicado  |        |
| 2022 | NAACP Image Awards                          | Melhor ator convidado ou atriz em uma série de televisão                                  | Christina Elmore                                     | Indicado  |        |
| 2022 | NAACP Image Awards                          | Melhor Direção em Série de Comédia                                                        | Melina Matsoukas (por “Reunited, Okay?!”)            | Indicado  |        |
| 2022 | NAACP Image Awards                          | Melhor Direção em Série de Comédia                                                        | Prentice Penny (por “Everything’s Gonna Be, Okay?!”) | Indicado  |        |
| 2022 | NAACP Image Awards                          | Melhor Escrita em Série de Comédia                                                        | Issa Rae (por “Everything’s Gonna Be, Okay?!”)       | Venceu    |        |
| 2022 | Prémios Emmy do Primetime                   | Melhor atriz em série de comédia                                                          | Issa Rae                                             | Pendente  |        |
| 2022 | Primetime Creative Arts Emmy Awards         | Cinematografia excepcional para uma série de câmera única (meia hora)                     | Ava Berkofsky (por "Reunited, Okay?!")               | Pendente  |        |
| 2022 | Primetime Creative Arts Emmy Awards         | Melhor edição de imagem de câmera única para uma série de comédia                         | Nena Erb (por "Choices, Okay?!")                     | Pendente  |        |
| 2022 | Set Decorators Society of America Awards    | Melhor conquista em decoração/design de uma série de câmera única de meia hora            | Amber Haley e Kay Lee                                | Pendente  |        |